# ムオン語
ムオン語（ムオンご）は、ベトナム北部の山間部に住むムオン族の言語。単音節語根の声調言語で、5つの声調がある。ベトナム語に近く、周辺の他の少数民族の言語とともにオーストロアジア語族のベト・ムオン語群とされる。ベトナム語に比べて中国語からの借用語が少ない。